# Augusto César Lendoiro
Augusto Joaquín César Lendoiro (Corcubión, La Coruña, 6 de junio de 1945) es un dirigente deportivo y expolítico español. Es conocido por haber sido presidente del Deportivo de La Coruña hasta el 21 de enero de 2014, aunque éste no es el único club deportivo que ha presidido a lo largo de su vida. Actualmente es consejero independiente del Comité del Club Santos Laguna y Territorio Santos Modelo, en México.

## Trayectoria
Estudió en los Maristas, donde fue compañero de Francisco Vázquez, alcalde de La Coruña entre 1983 y 2006. Estudió Derecho y llegaría a ser maestro en el colegio Liceo La Paz. 
En cuanto a su faceta deportiva, comenzó su trayectoria a los 15 años como presidente de un equipo amateur de La Coruña: Ural. Además, fue cofundador del HC Liceo, de hockey sobre patines. Durante su mandato llevó al club a ganar varios campeonatos de España, Europa y del mundo. 
En junio de 1988 fue elegido presidente del Deportivo de La Coruña en una histórica junta celebrada en el salón de actos del Colegio Salesiano de la ciudad. Entonces el club atravesaba una situación muy delicada deportivamente, jugándose el descenso a Segunda División B y, económicamente, con una deuda de unos 500 millones de pesetas. Lendoiro no se presentó a las dos primeras convocatorias electorales a la presidencia del club, convocatorias que no derivaron en elecciones porque ninguno de los postulantes llegó a reunir los 577 avales entonces necesarios. Sí se presentó a la tercera con 1484 avales y ganó sin necesidad de elecciones. Ese año, el Deportivo se salvó del descenso a Segunda División B en el último partido y, a partir de ahí, comenzó a crecer deportiva, económica y socialmente de una manera inédita en el fútbol español, siendo el primer equipo capaz de plantarle cara al Real Madrid y al Fútbol Club Barcelona durante muchos años.[cita requerida]
Los años dulces llegaron a partir de 1992, cuando plantó cara a los grandes equipos históricos del fútbol español. Los siguientes fueron los mejores años del Deportivo (llegando a ser conocido popularmente como Superdépor). Respecto al Caso Negreira, Lendoiro afirmó que los arbitrajes en esa época fueron favorables al Barça (la temporada 93/94 la ganaron los catalanes debido a la diferencia de goles).
Con Lendoiro en la presidencia, el Deportivo ganó una liga, dos Copas del Rey y tres Supercopas de España. Ha sido el único presidente que ha clasificado al club a competiciones europeas de la UEFA, llegando a disputar una semifinal de Liga de Campeones y alcanzando el sexto puesto en el ránking de la UEFA en el año 2004.

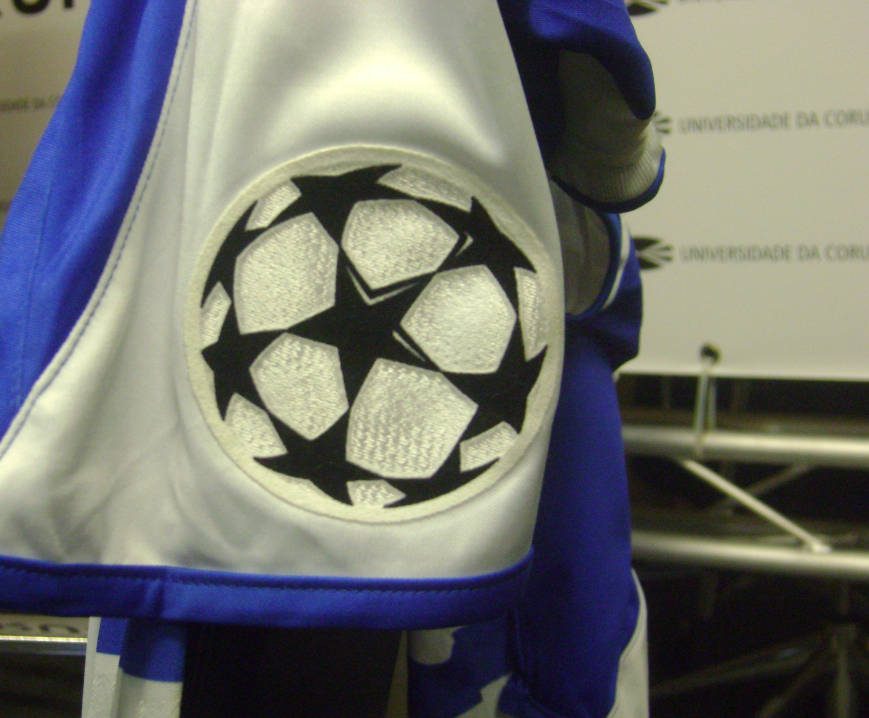
Lendoiro fue el único presidente que ha clasificado al Deportivo de La Coruña a competiciones europeas. En total 13 participaciones, alcanzando su cénit en la Liga de Campeones de la UEFA 2003-04 donde el club disputó las semifinales de la máxima competición continental.

En 2006 despidió al Toro Acuña por "ineptitud sobrevenida".
Sobre las negociaciones en los 90 declaró:

"Lo que sí había era tiempo, las cosas deben llevar su tiempo. Empezábamos a hablar de fútbol a los postres. Y eso sí, había que terminar, porque si no terminabas, al día siguiente aparecía el padre de uno, el hermano, el propio jugador, el representante y había que cambiar todo. Llevaba siempre encima para cerrar por lo menos los temas básicos: el dinero, el sistema de pago, la duración del contrato... Los temas básicos se firmaban por duplicado y cada uno se iba. Después los detalles se hacían al día siguiente, pero ya estaba firmado. Lo famoso aquello de que lo de Messi se firmó con el gran Minguella en una servilleta, es verdad. De esas cosas se han hecho infinidad de ellas".

Dudó de la limpieza arbitral en la semifinal de Champions League de 03/04 entre el FC Porto y el Deportivo: "Me acuerdo de muchas cosas, por ejemplo, la expulsión de Andrade. Curiosamente, la UEFA reconoció que fue un error del árbitro, pero como hubo tarjeta roja había que cumplir un partido. Si no, serían dos. Además, no deja de ser curioso que a Mauro le enseñaron la tarjeta que le impidió jugar aquí la vuelta, pero a ellos no le enseñaron cartulinas cuando allí, en la ida, fueron totalmente agresivos. Son cosas que nadie sabe. Quizá lo sabrán algunos". En esa temporada el club portugués llegó a ser sancionado por intento de corrupción en la Liga portuguesa en el caso denominado Silbato final, que deriva del caso de corrupción conocido como Silbato Dorado.
En 2010 concedió una entrevista en Depor Sport en la que se pronunció sobre La Voz de Galicia, y su editor y propietario Santiago Rey Fernández-Latorre. Algunas de sus declaraciones fueron: «Quieren hundir al Deportivo, pero no sólo para hundir a Lendoiro, sino hasta que desaparezca», «‘La Voz’ tiene mucho poder, hay que reconocerlo, aunque mucho menos del que Santiago Rey piensa que tiene. Si no, una persona como yo, de una familia muy digna pero normalita, ahora mismo no sólo no estaría en el organigrama del Deportivo, sino que estaría muerto al amanecer en María Pita. Eso es en realidad lo que de alguna manera pretenden, y si la gente no entiende esto, no entiende absolutamente nada», «Sí hay una realidad: cuando llego, en 1987, a la política municipal, está Paco Vázquez, superapoyado por ‘La Voz’. Hasta ese momento no había tenido ningún enfrentamiento con ‘La Voz’ y la relación era correcta, pero a partir de entonces me doy cuenta de que soy el enemigo a batir porque soy el rival de Vázquez. Ahí surge todo», «Llegó un momento en que el Deportivo era lo único que les faltaba por conseguir en La Coruña. Tenían la Universidad, el Ayuntamiento, la Asociación de Empresarios y la Caixa Galicia, pero no el Deportivo. Pero cuidado, que quizás el Deportivo sea el bastión de libertad más importante que mantiene la ciudad de La Coruña. Acabado el Deportivo, nos quedábamos sin la otra voz, pero el Deportivo aguantó».
También afirmó que el Zaragoza-Espanyol (1-0) correspondiente a la 37ª jornada de la Liga 10/11 estuvo amañado: "Ya venía la cosa del partido anterior, que el Zaragoza jugaba contra el Espanyol en La Romareda, y había habido circunstancias muy, muy especiales en ese encuentro. Se confirmó después cuando de forma extrañísima invitó al Espanyol a jugar el Trofeo Ciudad de Zaragoza dos años consecutivos, cosa inaudita"."Posiblemente si se viera la contabilidad tanto del Trofeo como del Zaragoza es muy posible que llamase la atención las cantidades que se pagaban cuando eran partidos de verano."
Esa temporada el Deportivo descendió a Segunda División tras dos décadas seguidas en Primera División. Al año siguiente ascendió a Primera División proclamándose campeón de Segunda División de España 2011/12 con récord de puntos y victorias.
El 10 de enero de 2013, Lendoiro solicita desde el club el concurso voluntario de acreedores, después de que algunos meses atrás la Agencia Tributaria embargara todos los ingresos del Deportivo de La Coruña: derechos audiovisuales, patrocinios y seguro de descenso, entre otros. En la junta de accionistas, Lendoiro reconocía una deuda de 34 millones de euros con la AEAT, pero los administradores concursales elevaron esa cantidad hasta los casi 94 millones de euros.
En julio de 2013 el club estuvo al borde de la desaparición. En 2014 Arsenio Iglesias hizo unas declaraciones muy críticas sobre Lendoiro: "El resultado del lendoirismo es la posible liquidación del club". El club llegó a tener una deuda de 160 millones de euros. En 2014 debía 107.000€ en marisco y tortillas.
El 21 de enero de 2014 Lendoiro dejó, tras 25 años, la presidencia del Deportivo de La Coruña; tras la celebración de la junta general de accionistas extraordinaria en la que salió elegido Tino Fernández con el 72,09% del capital social frente al 4,87% que obtuvo Manuel López Cascallar. Tino Fernández tuvo que hacer frente al mayor concurso de acreedores del deporte español. Durante toda su presidencia Lendoiro solo destituyó a tres entrenadores.
En 2015 fue imputado por presuntos delitos societarios. Dos accionistas del club demandaron a Lendoiro por presuntamente falsear las cuentas de manera continuada al menos desde el ejercicio económico 2007-2008, con el objetivo de ocultar las enormes pérdidas que registraba la sociedad. La demanda iba dirigida contra Lendoiro y todo su consejo de administración, personándose como acusación el Deportivo de La Coruña presidido entonces por Tino Fernández. Lendoiro fue absuelto en 2018 por el juzgado de instrucción número 3 de La Coruña.

## Un duro negociador
Con su gestión deportiva, famosa por la dureza de sus negociaciones en el mercado de fichajes, el Deportivo de La Coruña se convirtió en uno de los equipos de más nivel de la Liga española, asiduo de los primeros puestos de la tabla y conocido en Europa gracias a sus numerosas participaciones en la Liga de Campeones.
La etapa dorada del club se vivió a partir de los fichajes de Mauro Silva y de Bebeto, internacionales brasileños de altísimo nivel que eran disputados por los más grandes clubes de Europa, pero gracias a la gestión de Augusto César Lendoiro y su poder de convicción, llegando a hacerles creer a ambos jugadores que el clima de Galicia era muy similar al de Brasil, accedieron a jugar en el entonces modesto Deportivo, alcanzando el estatus de baluartes de la media y delantera deportivista, respectivamente.

"Nos fuimos a Brasil pensando en que no teníamos nada que hacer. Bebeto se iba al Borussia Dortmund, parecía que íbamos a perder el tiempo, pero al final lo conseguimos. Hacía quince días que nos habíamos salvado de descender. Fue una sorpresa mundial. Bebeto ya lo era y Mauro también, pero no tenía tanto nombre. En esos 8-10 días fichamos a los dos. Si vamos y nos venimos con las manos vacías habrían dicho que nos íbamos de fiesta y con amigas. Es el encanto que tiene el fútbol. A todo el mundo le gustaría vivir esas situaciones. No hubo fiestas, éramos muy cumplidores". Augusto César Lendoiro

Solía negociar de noche:

"Yo soy como los percebes, a partir de una hora nos ponemos de moda. Yo siempre he empezado a trabajar de madrugada. Mi récord está a las 12.00 del día siguiente. Fue en una negociación con la UD Las Palmas por Gabriel Schürrer. A las diez de la mañana estuvo a punto de romperse la negociación, menos mal que al final la cosa se arregló, porque sino igual nos teníamos que haber pegado un par de tiros"

En 2024 declaró: "Estuve a punto de firmar a Ronaldinho antes de que se fuera al Barça".
Otras operaciones de renombre son las ventas de grandes jugadores como Roy Makaay o Albert Luque. Por Makaay, desde el F.C. Bayern de Múnich llegaron a afirmar que no ofrecerían más de 14 millones de euros y dieron por rotas las negociaciones. En el caso de Luque, el Newcastle United Football Club comunicó que su última oferta era de 10 millones de euros. Makaay fue finalmente traspasado a los alemanes por un fijo de 18 millones de euros, aunque el Deportivo llegó a ingresar un total de más de 20 millones gracias a otras cantidades en función de objetivos. Por otro lado, Luque fue traspasado finalmente por 14 millones de euros.
En el caso de Flávio Conceição, el diario Marca dio por cerrado el fichaje con una portada donde el jugador brasileño vestía la camiseta del Real Madrid. Horas después un comunicado hacía oficial que el jugador era propiedad del Deportivo de la Coruña frustrando el fichaje por el equipo blanco. Dos años más tarde el Real Madrid pagaría al Deportivo 4.000 millones de pesetas por el jugador.
En el verano de 2009, y a pesar del gran interés que mostró el lateral brasileño Filipe Luis en irse al FC Barcelona de Pep Guardiola, Lendoiro se negó a venderle por considerar insuficiente la oferta blaugrana que rondaba los 8 millones de euros. Finalmente, un año después acabaría vendiendo al jugador al Atlético de Madrid por 12 millones de euros.

## Palmarés como dirigente deportivo
- Hockey Club Liceo (1981-2000)[33]
  - 6 División de Honor: 1982-83, 1985-86, 1986-87, 1989-90, 1990-91, 1992-93
  - 8 Copa del Rey: 1982, 1984, 1988, 1989, 1991, 1995, 1996, 1997
  - 3 Copa de Europa: 1987, 1988, 1992
  - 2 Recopa de Europa: 1990, 1996
  - 2 Copa de la CERS: 1982, 1999
  - 4 Supercopa de Europa: 1987, 1988, 1990, 1992
  - 3 Copa Intercontinental: 1987, 1989, 1993
- Real Club Deportivo de La Coruña (1988-2014)
  - 1 Liga:  1999-00
  - 2 Copa del Rey: 1994-95, 2001-02
  - 3 Supercopa de España: 1995, 2000, 2002
  - 1 Segunda División: 2011-12

## Carrera política
En 1987 fue elegido concejal del ayuntamiento de La Coruña por el Partido Popular. Fue senador (1989-1990), secretario general para el deporte de la Junta de Galicia, diputado en el Congreso de los Diputados (1993-1995), candidato a la alcaldía de La Coruña en 1991 y 1995 y presidente de la Diputación Provincial de La Coruña (1995-1999). Actualmente se halla retirado de su faceta política.

## Salario
Como medida, que estableció Lendoiro, y a petición de la Federación de Peñas –que querían que el presidente que regentara el club se dedicara íntegramente al Deportivo de La Coruña– se le asignó al presidente de la entidad el 1 % del presupuesto del equipo.

## Obra
Política, deporte y futbol de bolsillo, La Coruña, 1978.